# Dreistreifen-Waldsänger
Der Dreistreifen-Waldsänger (Basileuterus tristriatus) ist ein kleiner Singvogel aus der Gattung Basileuterus in der Familie der Waldsänger (Parulidae).

## Merkmale
Die Flügellänge beträgt beim Männchen 5,9 bis 6,3 Zentimeter, beim Weibchen 5,8 bis 6,2 Zentimeter. Erwachsene Dreistreifen-Waldsänger und Jungvögel ab dem ersten Jahr tragen einen gelben bis gelborangen Scheitelstreifen, schwarze Scheitelseitenstreifen und einen breiten Superciliarstreifen, der bis in den Nacken reicht und je nach Unterart weiß bis gelb ist. Bei vielen Unterarten befindet sich unterhalb des Auges ein halbmondförmiger gelber Streifen, Augen- und Wangenstreifen sind schwarz und gehen hinter dem Auge ineinander über. Das Oberseitengefieder variiert bei den Unterarten von olivgrün über olivbraun bis zu grauoliv; das Unterseitengefieder ist gelb.

## Vorkommen

Verbreitungsgebiet des Dreistreifen-Waldsängers (grün)

Das Verbreitungsgebiet erstreckt sich von Costa Rica über Panama, Kolumbien, Venezuela, Ecuador, Peru bis nach Bolivien. Dreistreifen-Waldsänger bewohnen Bergregenwälder, Wolken- und Nebelwälder und Waldränder in Höhen von 300 bis 2700 Metern; sind meist jedoch zwischen 1000 und 2000 Metern anzutreffen. Die Unterart Basileuterus t. punctipectus kommt auch bis zu Höhen von 3000 Metern vor.

## Unterarten
Es gibt zwölf anerkannte Unterarten:
- Basileuterus tristriatus tristriatus (Tschudi, 1844) - Vom südlichen Ecuador bis in den Norden von Peru
- Basileuterus tristriatus auricularis Sharpe, 1885 - Kolumbien, Venezuela
- Basileuterus tristriatus meridanus Sharpe, 1885 - Venezuela
- Basileuterus tristriatus daedalus Bangs, 1908 - Kolumbien, Ecuador
- Basileuterus tristriatus bessereri Hellmayr, 1922 - Nördliches Venezuela
- Basileuterus tristriatus baezae Chapman, 1924 - Ecuador
- Basileuterus tristriatus tacarcunae Chapman, 1924 - Panama, Kolumbien
- Basileuterus tristriatus punctipectus Chapman, 1924 - Zentralbolivien
- Basileuterus tristriatus chitrensis Griscom, 1927 - Costa Rica, Westpanama
- Basileuterus tristriatus canens Zimmer, JT, 1949 - Westbolivien
- Basileuterus tristriatus inconspicuus Zimmer, JT, 1949 - Südöstliches Peru bis in den Nordosten von Bolivien
- Basileuterus tristriatus pariae Phelps & Phelps, 1949 - Nordöstliches Venezuela